# Alexandra Mîrca
Alexandra Mîrca (Chisináu, 11 de octubre de 1993) es una deportista moldava que compite en tiro con arco, en la modalidad de arco recurvo.
Ganó una medalla de oro en el Campeonato Europeo de Tiro con Arco al Aire Libre de 2016 y una medalla de bronce en el Campeonato Europeo de Tiro con Arco en Sala de 2024.
Fue la abanderada de Moldavia en las ceremonias de apertura de los Juegos Olímpicos de Tokio 2020 y París 2024 (en ambas ocasiones con el arquero Dan Olaru).

## Palmarés internacional
| Campeonato Europeo al Aire Libre | Campeonato Europeo al Aire Libre | Campeonato Europeo al Aire Libre | Campeonato Europeo al Aire Libre |
| Año                              | Lugar                            | Medalla                          | Prueba                           |
| -------------------------------- | -------------------------------- | -------------------------------- | -------------------------------- |
| 2016                             | Nottingham (Reino Unido)         | Medalla de oro                   | Equipo mixto                     |
| Campeonato Europeo en Sala       |                                  |                                  |                                  |
| Año                              | Lugar                            | Medalla                          | Prueba                           |
| 2024                             | Varaždin (Croacia)               | Medalla de bronce                | Equipo                           |